# Olympische Sommerspiele 2012/Teilnehmer (Luxemburg)
| Gelbes Symbol für Goldmedaillen mit stilisierten Olympischen Ringen | Graues Symbol für Silbermedaillen mit stilisierten Olympischen Ringen | Braundes Symbol für Bronzemedaillen mit stilisierten Olympischen Ringen |
| ------------------------------------------------------------------- | --------------------------------------------------------------------- | ----------------------------------------------------------------------- |
| —                                                                   | —                                                                     | —                                                                       |

Luxemburg nahm in London an den Olympischen Spielen 2012 teil. Es war die insgesamt 23. Teilnahme an Olympischen Sommerspielen. Vom Comité Olympique et Sportif Luxembourgeois wurden neun Athleten in sieben Sportarten nominiert.
Fahnenträgerin bei der Eröffnungsfeier war die Judoka Marie Muller.

## Teilnehmer nach Sportarten

### Bogenschießen
| Athleten     | Wettbewerb | Qualifikation | Qualifikation | 1. Runde         | 1. Runde | 2. Runde      | 2. Runde      | Achtelfinale  | Achtelfinale  | Viertelfinale | Viertelfinale | Halbfinale    | Halbfinale    | Finale        | Finale        | Rang |
| Athleten     | Wettbewerb | Ringe         | Rang          | Gegner           | Ergebnis | Gegner        | Ergebnis      | Gegner        | Ergebnis      | Gegner        | Ergebnis      | Gegner        | Ergebnis      | Gegner        | Ergebnis      | Rang |
| ------------ | ---------- | ------------- | ------------- | ---------------- | -------- | ------------- | ------------- | ------------- | ------------- | ------------- | ------------- | ------------- | ------------- | ------------- | ------------- | ---- |
| Männer       |            |               |               |                  |          |               |               |               |               |               |               |               |               |               |               |      |
| Jeff Henkels | Einzel     | 654           | 49            | Rick van der Ven | 2:6      | ausgeschieden | ausgeschieden | ausgeschieden | ausgeschieden | ausgeschieden | ausgeschieden | ausgeschieden | ausgeschieden | ausgeschieden | ausgeschieden | 33   |

### Judo
| Athleten     | Wettbewerb       | 1. Runde      | 1. Runde | Achtelfinale | Achtelfinale | Viertelfinale | Viertelfinale | Hoffnungsrunde Halbfinale | Hoffnungsrunde Halbfinale | Halbfinale   | Halbfinale | Hoffnungsrunde Finale | Hoffnungsrunde Finale | Finale        | Finale        | Rang |
| Athleten     | Wettbewerb       | Gegner        | Ergebnis | Gegner       | Ergebnis     | Gegner        | Ergebnis      | Gegner                    | Ergebnis                  | Gegner       | Ergebnis   | Gegner                | Ergebnis              | Gegner        | Ergebnis      | Rang |
| ------------ | ---------------- | ------------- | -------- | ------------ | ------------ | ------------- | ------------- | ------------------------- | ------------------------- | ------------ | ---------- | --------------------- | --------------------- | ------------- | ------------- | ---- |
| Frauen       |                  |               |          |              |              |               |               |                           |                           |              |            |                       |                       |               |               |      |
| Marie Muller | Klasse bis 52 kg | A. Carrascosa | 0201-000 | M. García    | 1011-0002    | Y. Bermoy     | 0002-0011     | C. Legentil               | 101-0002                  | R. Forciniti | 000-0001   | ausgeschieden         | ausgeschieden         | ausgeschieden | ausgeschieden | 5    |

### Radsport

#### Straße
| Athleten          | Wettbewerb    | Zeit      | Rang |
| ----------------- | ------------- | --------- | ---- |
| Frauen            |               |           |      |
| Christine Majerus | Straßenrennen | 3:35:56 h | 21   |
| Männer            |               |           |      |
| Laurent Didier    | Straßenrennen | 5:46:37 h | 64   |

### Schießen
| Athleten      | Wettbewerb      | Qualifikation | Qualifikation | Finale        | Finale        | Ringe | Rang |
| Athleten      | Wettbewerb      | Ringe         | Rang          | Ringe         | Rang          | Ringe | Rang |
| ------------- | --------------- | ------------- | ------------- | ------------- | ------------- | ----- | ---- |
| Frauen        |                 |               |               |               |               |       |      |
| Carole Calmes | Luftgewehr 10 m | 390           | 48            | ausgeschieden | ausgeschieden | 390   | 48   |

### Schwimmen
| Athleten            | Wettbewerb  | Vorlauf     | Vorlauf | Halbfinale    | Halbfinale    | Finale        | Finale        | Rang |
| Athleten            | Wettbewerb  | Zeit        | Rang    | Zeit          | Rang          | Zeit          | Rang          | Rang |
| ------------------- | ----------- | ----------- | ------- | ------------- | ------------- | ------------- | ------------- | ---- |
| Männer              |             |             |         |               |               |               |               |      |
| Laurent Carnol      | 100 m Brust | 1:01,46 min | 1       | ausgeschieden | ausgeschieden | ausgeschieden | ausgeschieden | 26   |
| Laurent Carnol      | 200 m Brust | 2:10,83 min | 5       | 2:11,17 min   | 8             | ausgeschieden | ausgeschieden | 15   |
| Raphaël Stacchiotti | 200 m Lagen | 2:00,38 min | 2       | ausgeschieden | ausgeschieden | ausgeschieden | ausgeschieden | 17   |
| Raphaël Stacchiotti | 400 m Lagen | 4:17,20 min | 2       | –             | –             | ausgeschieden | ausgeschieden | 18   |

### Tennis
| Athleten      | Wettbewerb | 1. Runde     | 1. Runde | 2. Runde      | 2. Runde        | Achtelfinale  | Achtelfinale  | Viertelfinale | Viertelfinale | Halbfinale    | Halbfinale    | Finale        | Finale        | Rang |
| Athleten      | Wettbewerb | Gegner       | Ergebnis | Gegner        | Ergebnis        | Gegner        | Ergebnis      | Gegner        | Ergebnis      | Gegner        | Ergebnis      | Gegner        | Ergebnis      | Rang |
| ------------- | ---------- | ------------ | -------- | ------------- | --------------- | ------------- | ------------- | ------------- | ------------- | ------------- | ------------- | ------------- | ------------- | ---- |
| Männer        |            |              |          |               |                 |               |               |               |               |               |               |               |               |      |
| Gilles Müller | Einzel     | Adrian Ungur | 6:3, 6:3 | Denis Istomin | 7:64, 6:73, 5:7 | ausgeschieden | ausgeschieden | ausgeschieden | ausgeschieden | ausgeschieden | ausgeschieden | ausgeschieden | ausgeschieden | –    |

### Tischtennis
| Athleten   | Wettbewerb | 1. Runde | 1. Runde | 2. Runde    | 2. Runde | 3. Runde      | 3. Runde      | 4. Runde      | 4. Runde      | Viertelfinale | Viertelfinale | Halbfinale    | Halbfinale    | Finale        | Finale        | Rang |
| Athleten   | Wettbewerb | Gegner   | Ergebnis | Gegner      | Ergebnis | Gegner        | Ergebnis      | Gegner        | Ergebnis      | Gegner        | Ergebnis      | Gegner        | Ergebnis      | Gegner        | Ergebnis      | Rang |
| ---------- | ---------- | -------- | -------- | ----------- | -------- | ------------- | ------------- | ------------- | ------------- | ------------- | ------------- | ------------- | ------------- | ------------- | ------------- | ---- |
| Frauen     |            |          |          |             |          |               |               |               |               |               |               |               |               |               |               |      |
| Ni Xialian | Einzel     | Freilos  | Freilos  | Ariel Hsing | 2:4      | ausgeschieden | ausgeschieden | ausgeschieden | ausgeschieden | ausgeschieden | ausgeschieden | ausgeschieden | ausgeschieden | ausgeschieden | ausgeschieden | 33   |